# Hybridplasmid
Das Hybridplasmid ist ein Plasmid, das aus rekombinanter DNA besteht und somit Träger seiner eigenen Erbinformation und Fremd-DNA ist. Die genetische Veränderung einer Bakterienzelle durch die direkte Aufnahme von exogenem genetischem Material, also auch von Plasmiden aus der Umgebung durch die Zellmembran bezeichnet man als Transformation. Die transformierten Bakterien können neue Eigenschaften aufweisen. So wird beispielsweise oft eine DNA-Sequenz, die eine Resistenz gegen bestimmte Antibiotika verursacht, über ein Hybridplasmid in ein Bakterium transportiert, um es gegen den Wirkstoff resistent zu machen.

## Herstellung
Der klassische Weg Hybridplasmide zu generieren besteht im Restriktionsverdau der Fremd-DNA (herausschneiden) und des Plasmids (aufschneiden) durch das gleiche Restriktionsenzym. Dabei schneiden die meisten Enzyme an palindromischen Sequenzen, wobei oft sogenannte sticky ends entstehen. Die Fremd-DNA enthält das gewünschte Gen und ist oft Merkmalsträger. Es kann aber auch zum außer Kraft setzen einer bereits im Plasmid vorhandenen Sequenz führen, indem diese von der Fremd-DNA unterbrochen wird. Bei der anschließenden Ligation wird die Fremd-DNA durch die DNA-Ligase mit den beiden Enden des aufgeschnittenen Plasmids verbunden. Dabei entsteht das Hybridplasmid, das mittels Plasmidpräparation isoliert werden kann.

## Verwendung des Begriffes
Die Verwendung des Begriffes Hybridplasmid stammt aus den Anfängen der Molekularbiologie, als es darum ging, den Aufbau der natürlich vorkommenden Plasmide zu verstehen und erste Fremd-DNA in Bakterien zu schleusen.
Heute wird der Begriff häufiger für Plasmide verwendet, die aus zwei Ausgangsplasmiden entstanden sind, ein Vorgang, der natürlich ablaufen kann und zur Entstehung epidemiologisch problematischer Bakterien führen kann.